# Live in the Sky
Live in the Sky è il terzo singolo del rapper statunitense T.I. estratto dall'album King. Lo ha prodotto Keith Mack e vi ha partecipato il cantante R&B Jamie Foxx.

## La canzone
La canzone non si è piazzata all'interno della Billboard Hot 100, ma ha raggiunto la posizione 59 nella Hot R&B/Hip-Hop Songs. In Regno Unito ha raggiunto la posizione 53.
In Live in the Sky T.I. canta principalmente dei membri della sua famiglia, che sono morti a causa di violenza, droga o tubercolosi. Esiste un'altra versione della canzone con liriche differenti, che però non include la terza strofa.

## Video musicale
Il videoclip è stato diretto da Chris Robinson. L'attore Forest Whitaker vi fa un'apparizione.

## Classifiche
| Classifica (2006)         | Posizione massima |
| ------------------------- | ----------------- |
| Stati Uniti (R&B/hip hop) | 59                |
| Regno Unito               | 53                |